# Коце Стоянов
Коце Николов Стояновски с псевдоним Металец е югославски партизанин и деец на НОВМ.

## Биография
Роден е на 12 май 1914 година в град Скопие. През лятото на 1939 година става член на ЮКП. От пролетта на 1940 влиза в Местния комитет на ЮКП за Скопие. Организира много стачки на работниците. От лятото на 1940 до август 1941 е секретар на МК на ЮКП, а на 8 септември 1940 е избран за член на Покрайненския комитет на ЮКП за Македония и делегат на Петата земска конференция на ЮКП в Загреб. От началото на 1941 до април на същата година е арестуван в Прилеп, но после пуснат. През юни 1941 година влиза във Военната комисия за партизанските отряди на Македония. През август 1941 година Стояновски заедно с Методи Шаторов и Перо Ивановски се противопоставят на Драган Павлович и Лазар Колишевски, които носят писмо от Тито, в което се изисква да се започне въоръжена съпротива срещу българските власти. В края на годината е в Скопие. Поради невъзможност да бъде доказана съпричастността му към комунистическото движение на 9 май 1942 е интерниран за шест месеца в село Арда, там се запознава със съпругата си Шина Андреева. От май 1944 до 25 август 1944 година влиза в рамките на втора македонска ударна бригада, където е заместник-политически комисар и секретар на КПМ на втори батальон. Убит на 12 юни 1944 година в престрелка с българската полиция.